# المهرجان السينمائي الدولي لفن التصوير السينمائي

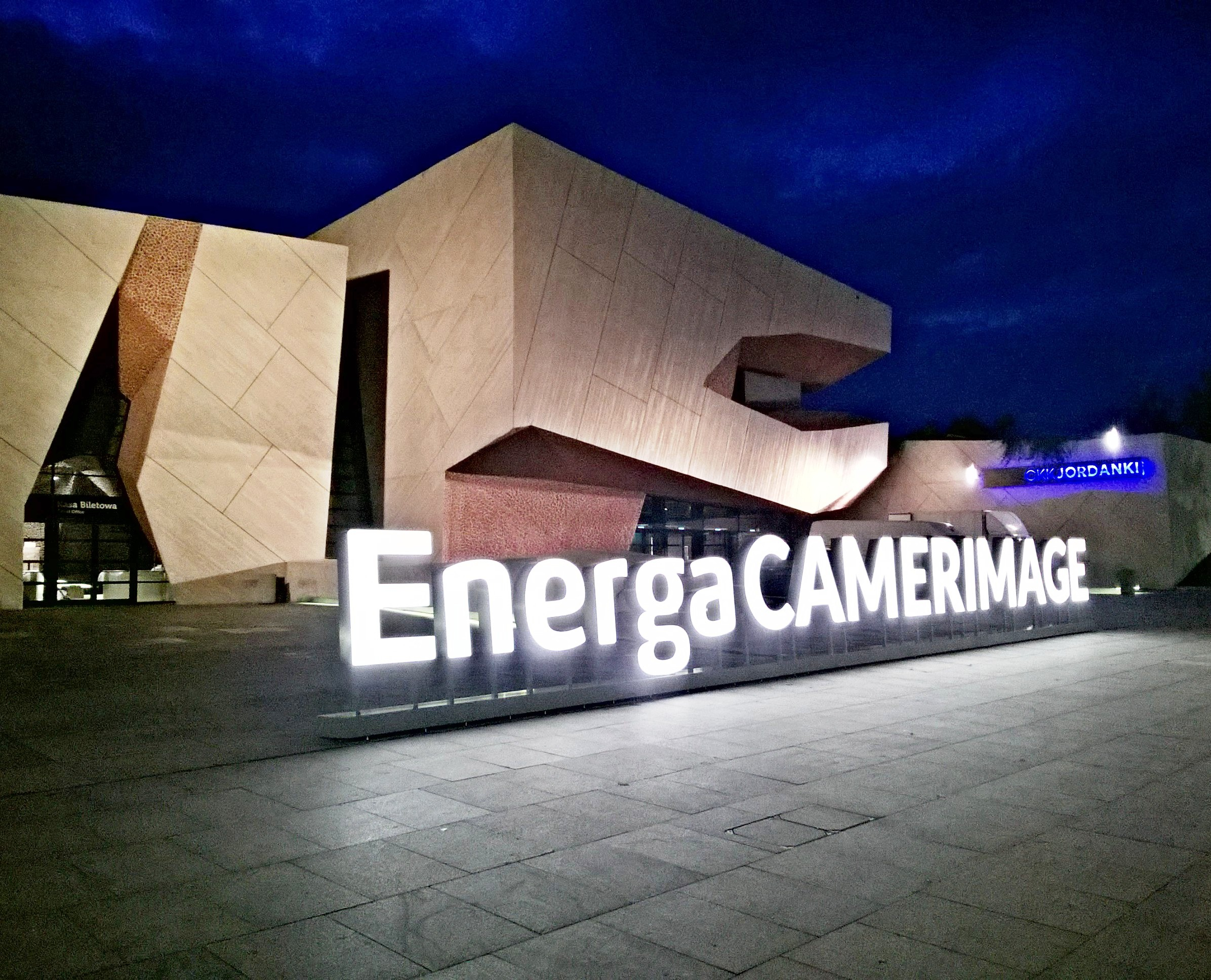
المهرجان السينمائي الدولي لفن التصوير السينمائي

المهرجان السينمائي الدولي لفن التصوير السينمائي (بالبولندية: Międzynarodowy Festiwal Sztuki Autorów Zdjęć Filmowych Camerimage) (الكاميرا) مهرجان مخصص للاحتفال بالتصوير السينمائي، وتكريم مبدعيها، والمصورين السينمائيين. عقدت الأحداث السبعة الأولى (1993-1999) في تورون، بولندا، وعقدت الأحداث العشرة التالية (2000-2009) في وودج. يقام المهرجان في بيدغوشتش منذ عام 2010. تم تغيير اسم المهرجان في عام 2007، من «الكاميرا» إلى «بلوس كاميرا»، وتم تغييره مرة أخرى في عام 2013 بعد انتهاء صفقة الرعاية مع بلوس. تجمع شركة «الكاميرا» في نهاية شهر نوفمبر من كل عام، بين المصورين السينمائيين، والطلاب، وغيرهم من الأشخاص المرتبطين بصناعة السينما. يمتد مهرجان «الكاميرا» على مدار أسبوع واحد، مع أحداث متعددة في وقت واحد.
استضاف المهرجان العديد من الممثلين والممثلات وصانعي الأفلام البارزين بما في ذلك كوينتين تارانتينو - ريتشارد جير - إدوارد نورتون - كيانو ريفز - رومان بولانسكي - دارين أرونوفسكي - ألفونسو كوارون - إمير كوستوريكا - جوس فان سانت - وأنغ لي - إستفان زابو - أندريه وايدا - كين لوتش - ديفيد لينش - ويم فيندرز - رالف فينيس - إد هاريس - تشارليز ثيرون - أوليفر ستون - أنيسزكا هولاند - روتجر هاور - ليام نيسون - إيزابيل هوبرت - جيريمي آيرونز - بيتر وير - كرزيستوف كييلوفسكي - جيمس إيفوري - داني ديفيتو - إيرين جاكوب - جيم جارموش - ورولان جوفي - آكي كوريسماكي - فال كيلمر - ناستاسجا كينسكي - أندريه كونشالوفسكي - جيزي مينزيل - فولكر شلوندورف - فيجو مورتنسن - بيل موراي - جيسيكا لانج - باويك باوليكوفسكي - بيتر غريناواي - توم تيكوير - روبرت ريتشاردسون - آلان ريكمان - جون مالكوفيتش.

## الجوائز
المنافسة الرئيسية: الضفدع الذهبي - الضفدع الفضي - الضفدع البرونزي.
مسابقة الدراسات الفنية للطلاب: الشرغوف الذهبي - الشرغوف الفضي - الشرغوف البرونزي.
مسابقة الأفلام الوثائقية: مسابقة الأفلام الوثائقية القصيرة - مسابقة الأفلام الوثائقية.
مسابقة الظهور الأول: مسابقة المخرجين لأول مرة - مسابقة الظهور الأول للمصورين السينمائيين.
مسابقة الفيديوهات الموسيقية: أفضل فيديو موسيقي - أفضل تصوير سينمائي في الموسيقى والفيديو.
مسابقة الأفلام ثلاثية الأبعاد.
مسابقة الأفلام البولندية.
جائزة الكاميرا للإنجاز مدى الحياة.
المصور السينمائي: جائزة المخرج الثنائي.

## وصلات خارجية
- الموقع الرسمي